# Ayakkum Hu
Ayakkum Hu (kinesiska: 阿牙克库木湖) är en sjö i Kina. Den ligger i den autonoma regionen Xinjiang, i den nordvästra delen av landet, omkring 710 kilometer söder om regionhuvudstaden Ürümqi. Ayakkum Hu ligger 3 876 meter över havet. Arean är 520 kvadratkilometer. Den sträcker sig 18,6 kilometer i nord-sydlig riktning, och 52,5 kilometer i öst-västlig riktning.
Genomsnittlig årsnederbörd är 137 millimeter. Den regnigaste månaden är juli, med i genomsnitt 37 mm nederbörd, och den torraste är april, med 2 mm nederbörd.